# لغة الإيوي
لغة الإيوي أو الإيويغبي (بالإنجليزية: Ewe, Èʋe or Èʋegbe) هي لغة نيجيرية كونغولية منطوقة في توغو وجنوب شرق غانا من قِبل نحو 4.5 مليون شخص بوصفها لغتهم الأولى ونحو مليون آخرين بوصفها لغتهم الثانية. تُعد لغة الإيوي جزءًا من مجموعة لغات متقاربة تشيع تسميتها بلغات «غْبِي» (بالإنجليزية: Gbe)، واللغة الكبرى الأخرى من بينها هي لغة الفون (بالإنجليزية: Fon) في جمهورية بنين. ومثل حال العديد من اللغات الإفريقية، لغة الإيوي لغة نغمية.
نشر عالم الدراسات الإفريقية الألماني ديدريش هيرمان فيسترمان العديد من القواميس وكتب القواعد حول لغة الإيوي وعدة من لغات غْبي الأخرى. ويُذكر من بين اللغويين الآخرين الذين تناولوا لغة الإيوي واللغات القريبة منها في أعمالهم كل من جيلبرت أنسري (النغمة وبناء الجملة) وهربرت شتالكه (علم الصرف والنغمة) ونيك كليمنتس (النغمة وبناء الجملة) وروبيرتو باتزي (علم الإنسان والصناعة المعجمية) وفيليكس ك. أميكا (علم المعاني واللغويات المعرفية) وآلان ستيوارت دوثي (علم المعاني والصوتيات) وهونكباتي ب. كابو (النطقيات والصوتيات) وإينوخ أبوه (بناء الجملة) وكريس كولنز (بناء الجملة).

## اللهجات
يُذكر من بين لهجات لغة الإيوي الشائعة كل من الأنلو والتونغو والأفينور والأغاف والإيفيدوم والأولان والغبين والبيكي والكباندو والفلين والهو والأفينو والفو والكبيلين والفي والدانيي والأغو والفودوم والوانسي والواسي والأدانغبي (الكابو) (بالإنجليزية: Aŋlɔ, Tɔŋu (Tɔŋgu), Avenor, Agave, Evedome, Awlan, Gbín, Pekí, Kpándo, Vhlin, Hó, Avɛ́no, Vo, Kpelen, Vɛ́, Danyi, Agu, Fodome, Wancé, Wací, Adángbe (Capo)).
يعِد الإثنولوج 16 لهجتي الواسي والكبيسي (بالإنجليزية Waci and Kpesi or Kpessi) متميزتين بما يكفي لتصنيفهما لغتين قائمتين بذاتهما. وتشكلان سلسلة لهجوية مع لغة الإيوي ولغة الجين (المينا) (بالإنجليزية: Gen, Mina)، إذ تتشارك هذه اللغات بقدرة متحدثيها على التفاهم بنسبة 85%. ويمكن اعتبار لهجات الغبين والهو والكبيلين والكبيسي والفلين من لغة الإيوي مجموعة ثالثة من لهجات الغْبي الغربية تقع بين لغتي الإيوي والجين، غير أن لهجة الكبيسي أقرب إلى لهجتي الواسي والفو ما يجعلها تبقى محسوبة على لغة الإيوي في هذه الحالة. تقع لهجة الواسي جغرافيًا بين لغة الإيوي السليمة ولغة الجين، في حين تشكل لهجة الكبيسي جزيرةَ غْبي مستقلة ضمن منطقة لغة الكابيه (بالإنجليزية: Kabye).
تشكل لغة الإيوي في حد ذاتها مجموعة لهجوية متفرعة عن لغات غْبي، التي تتضمن لغات الجين والآجا والكبلا (بالإنجليزية: Gen, Aja, and Xwla) المنطوقة ضمن الأراضي الممتدة من القسم الجنوبي في غانا إلى توغو وبنين وغرب نيجيريا. وتشترك جميع لغات غْبي ببعض التفاهم على الأقل بين متحدثيها. ويُذكر من ضمن بعض اللهجات الساحلية والجنوبية للغة الإيوي كل من الأنلو والتونغو والأفينور والدزودزي والواتسيي (بالإنجليزية: Aŋlɔ, Tongu (Tɔŋu), Avenor, Dzodze, and Watsyi). ومن بين بعض اللهجات الداخلية المعروفة محليًا باسم إيويدوميغبي (بالإنجليزية: Ewedomegbe): لهجات الهو والكبيدزي والهوهوي والبيكي والكباندو واللياتي والفودوم والدانيي والكبيلي (بالإنجليزية: Ho, Kpedze, Hohoe, Peki, Kpando, Liati, Fódome, Danyi, and Kpele). على الرغم من وجود العديد من التصنيفات، فالفروقات البارزة ملحوظة بين بلدات لا تفصل بينها سوى بضعة أميال.